# Авл Лициний Нерва Силиан (консул 7 года)
Авл Лици́ний Не́рва Силиа́н (лат. Aulus Licinius Nerva Silianus; умер после 7 года) — древнеримский политический деятель из знатного плебейского рода Лициниев Нерв, ординарный консул 7 года.

## Биография
Авл принадлежал к знатному плебейскому роду, поскольку из его имени следует, что он, по всей видимости, был усыновлён неким Авлом Лицинием Нервой. Родным же отцом Силиана, предположительно, являлся ординарный консул 20 года до н. э. Публий Силий Нерва, а матерью — дочь претора 49 года до н. э. Гая Копония, участвовавшего на начальной стадии гражданской войны 49—45 годов на стороне сенатской «партии». В 7 году Силиан и сам занимал должность ординарного консула совместно с Квинтом Цецилием Метеллом Критским Силаном. 
Сыном или внуком Авла, очевидно, был ординарный консул 65 года, носивший такое же имя.

## Примечание
1. 1 2  Nagl M. Silius // Paulys Realencyclopädie der classischen Altertumswissenschaft (RE). — 1927. — Bd. III A, 1. — Sp. 68—70